# Școala de economie din Chicago
Școala de economie din Chicago este o școală neoclasică de gândire economică asociată cu activitatea facultății de la Universitatea din Chicago, dintre care unele au construit și popularizat principiile acesteia. Milton Friedman și George Stigler sunt considerați principalii savanți ai școlii din Chicago.